# Trylisy (obwód kirowohradzki)
Trylisy (ukr. Триліси) – wieś na Ukrainie, w obwodzie kirowohradzkim, w rejonie kropywnyckim. W 2001 liczyła 398 mieszkańców, wśród których 395 jako ojczysty język wskazało ukraiński, a 3 rosyjski.